# Andrei Wladimirowitsch Sneschnewski
Andrei Wladimirowitsch Sneschnewski (russisch Андре́й Влади́мирович Снежне́вский) (* 7. Maijul. / 20. Mai 1904greg. in Kostroma; † 12. Juli 1987 in Moskau) war ein sowjetischer Psychiater und Experte für Schizophrenie, deren Diagnose politisch missbraucht wurde. Er erfand den Begriff der schleichenden Schizophrenie.
Sneschnewski studierte an der Staatlichen Universität Kasan bis 1925 und arbeitete dann in der Psychiatrie von Kostroma. Im Zweiten Weltkrieg diente er u. a. als Bataillonsarzt und in der Psychiatrie. Danach begann seine Karriere in Moskau beim Zentralinstitut für Ärztliche Fortbildung (ZIUW). 1949 promovierte er dort zur Altersdemenz. Er wurde Mitglied der Akademie der Medizinischen Wissenschaften der UdSSR, Direktor des Serbski-Institutes für Forensische Psychiatrie (1950–1951), Abteilungsleiter im ZIUW, Direktor des Institutes für Psychiatrie an der Akademie der Medizinischen Wissenschaften der UdSSR (1962–1987) und Direktor des All-Union-Forschungszentrums zur geistigen Gesundheit dieser Akademie (1982–1987).
Seit den 1960er Jahren verbreitete er den Terminus Schleichende Schizophrenie in der Sowjetunion und im Ostblock. 1971 stellte er die Krankheit auf dem Weltkongress des Weltverbandes der Psychiatrie in Mexiko vor. Infolgedessen wurden schon wenige Symptome als ausreichend angesehen, um die Krankheit zu diagnostizieren. Dies wurde missbräuchlich gegen Dissidenten eingesetzt, so bei Wladimir Bukowski, Natalja Gorbanewskaja, Leonid Pljuschtsch, Mikola Plachotnjuk, Pjotr Grigorenko. Insgesamt hat der sowjetische Geheimdienst KGB Tausende von Dissidenten in Lagern in den 1970er Jahren inhaftiert.
.
Sneschnewski wurde geehrt als Held der sozialistischen Arbeit, mit zwei Leninorden, vier Orden des Roten Sterns und dem Staatspreis der UdSSR.